# 卡羅萊納過長沙
卡羅萊納過長沙（学名：Bacopa carolineana），又名虎耳，为车前科假马齿苋属下的一个种。

## 延伸阅读
[在维基数据编辑]
 《欽定古今圖書集成·博物彙編·草木典·虎耳部》，出自陈梦雷《古今圖書集成》
- 維基物種上的相關：卡羅萊納過長沙